# Major Indoor Soccer League (1978-1992)
La Major Indoor Soccer League (MISL) fue una liga profesional de fútbol indoor en Estados Unidos que funcionó desde 1978 hasta 1992. El campeonato constaba de una fase regular disputada en el otoño e invierno, con una fase final desarrollada en primavera y que concluía con una gran final. Llegaron a jugar hasta un máximo de 14 clubes, pero el torneo desapareció por motivos económicos y falta de patrocinadores.
Esta liga coincidió en tiempo con la North American Soccer League (NASL), el mayor intento para introducir un campeonato profesional de fútbol en Estados Unidos y que se celebraba en los meses de verano. Cuando la NASL desapareció, el torneo de fútbol indoor se convirtió en la máxima categoría futbolística del país y atrajo a futbolistas internacionales que ya se habían asentado en Estados Unidos. Durante sus dos últimos años de vida se cambió la denominación por el de Major Soccer League. La MISL no estaba afiliada a la FIFA.
El nombre de la liga original se utilizó en dos ocasiones más: la Major Indoor Soccer League que existió desde 2001 hasta 2008, y la Major Indoor Soccer League actual que funciona desde 2008.

## Historia
El éxito de la North American Soccer League (NASL) en la década de 1970 motivó el desarrollo de otras competiciones futbolísticas similares, entre las que se encontraba el fútbol indoor. En diciembre de 1978, los empresarios Earl Foreman (expropietario de los Virginia Squires de baloncesto) y Ed Tepper crearon una competición nacional de este deporte, a la que llamaron Major Indoor Soccer League (MISL). La temporada inaugural se disputó en invierno y contó con seis participantes: Cincinnati Kids, Cleveland Force, Houston Summit, New York Arrows, Philadelphia Fever y Pittsburgh Spirit. Para atraer seguidores, los clubes contrataron a futbolistas internacionales con proyección. Los New York Arrows ganaron las cuatro primeras ediciones.
La MISL tuvo buena aceptación del público en sus primeros años de vida. Algunos clubes como St. Louis Steamers consiguieron asistencias medias superiores a los 14.000 espectadores, lo que impulsó la aceptación de nuevas franquicias. En la temporada 1982-83 se contó con 14 equipos (máximo histórico) y comenzaron a emitirse partidos por televisión. La desaparición de la NASL en 1984 por motivos económicos dejó a la liga indoor como el principal torneo futbolístico de Estados Unidos, por lo que muchos futbolistas del torneo norteamericano se pasaron a la MISL. En la campaña 1985-86 se firmó un contrato televisivo nacional con ESPN para que retransmitieran quince partidos de liga regular y la fase final por el título.
Aunque algunos clubes llegaron a competir en asistencia con las franquicias locales de NBA y NHL, la existencia de la MISL se vio amenazada por los costes de los equipos, una desacertada política de expansión y los problemas en la propia organización. En cada temporada se produjo la desaparición de al menos una franquicia, incluso en los mejores años, y la ciudad de Nueva York se había quedado sin club hasta en tres ocasiones. En 1988, la retirada de cuatro de los once participantes previstos y la falta de acuerdo en la negociación del convenio laboral estuvo a punto de provocar la suspensión. En 1990 ya solo quedaban ocho clubes y se cambió el nombre a Major Soccer League, con un plan para reducir las plantillas a 16 jugadores y un límite salarial de 60.000 dólares. Se esperaba mantener la competición al menos hasta la Copa Mundial de Fútbol de 1994, pero terminó desapareciendo el 10 de julio de 1992.

## Sistema de competición
La Major Indoor Soccer League se disputaba entre los meses de otoño e invierno, con dos fases: temporada regular con divisiones por territorio y fase eliminatoria por el título. Su sistema adoptado fue similar al de otras ligas deportivas profesionales en Norteamérica. Los participantes eran franquicias que se unían al campeonato bajo la supervisión del organizador. No existía un sistema de promoción con otros torneos; los clubes que renunciaban a esta división por motivos económicos o deportivos podían inscribirse en otra liga, posponer su participación o desaparecer.
El campeonato no seguía un reglamento FIFA y contaba con sus propias normas. El partido se dividía en cuatro cuartos de 15 minutos cada uno, en lugar de los tres periodos de 20 que había en los torneos indoor de la NASL. Cada equipo salía con seis jugadores (un portero, dos defensas, dos mediocentros y un delantero) y podían hacerse cambios sin detener el partido. El tamaño de las porterías se aumentó para conseguir un promedio mayor de goles. El terreno de juego era muy parecido a un rink de hockey sobre hielo, pues el balón no puede salir por los laterales o fondos al rebotar en los muros, y su superficie era pasto sintético (turf). En cuanto a las puntuaciones, solo se contaban las victorias o derrotas; en caso de empate, se jugaban lanzamientos de penalti o una prórroga con muerte súbita, dependiendo de la temporada.
El número de participantes varió en función de la temporada.
| - 1978-79: 6 equipos - 1979-80: 10 equipos - 1980-81: 12 equipos - 1981-82: 13 equipos - 1982-83: 14 equipos - 1983-84: 12 equipos - 1984-85: 14 equipos |  | - 1985-86: 12 equipos - 1986-87: 12 equipos - 1987-88: 11 equipos - 1988-89: 7 equipos - 1989-90: 8 equipos - 1990-91: 8 equipos - 1991-92: 7 equipos |

## Palmarés

### Campeones de temporada
Los resultados entre paréntesis señalan que se jugó un único partido que deparó ese marcador.
| Temporada | Campeón           | Eliminatoria | Subcampeón         | Jugador más valioso (MVP) |
| --------- | ----------------- | ------------ | ------------------ | ------------------------- |
| 1978-79   | New York Arrows   | 2 - 0        | Philadelphia Fever | Shep Messing              |
| 1979-80   | New York Arrows   | (7 - 4)      | Houston Summit     | Slaviša Žungul            |
| 1980-81   | New York Arrows   | (6 - 5)      | St. Louis Steamers | Slaviša Žungul            |
| 1981-82   | New York Arrows   | 3 - 2        | St. Louis Steamers | Slaviša Žungul            |
| 1982-83   | San Diego Sockers | 3 - 2        | Baltimore Blast    | Juli Veee                 |
| 1983-84   | Baltimore Blast   | 4 - 1        | St. Louis Steamers | Scott Manning             |
| 1984-85   | San Diego Sockers | 4 - 1        | Baltimore Blast    | Slaviša Žungul            |
| 1985-86   | San Diego Sockers | 4 - 3        | Minnesota Strikers | Brian Quinn               |
| 1986-87   | Dallas Sidekicks  | 4 - 3        | Tacoma Stars       | Tatu                      |
| 1987-88   | San Diego Sockers | 4 - 0        | Cleveland Force    | Hugo Pérez                |
| 1988-89   | San Diego Sockers | 4 - 3        | Baltimore Blast    | Victor Nogueira           |
| 1989-90   | San Diego Sockers | 4 - 2        | Baltimore Blast    | Brian Quinn               |
| 1990-91   | San Diego Sockers | 4 - 2        | Cleveland Crunch   | Ben Collins               |
| 1991-92   | San Diego Sockers | 4 - 2        | Dallas Sidekicks   | Thompson Usiyan           |

#### Títulos por equipo
| Club               | Campeón | Subcampeón | Años de los campeonatos                                                |
| ------------------ | ------- | ---------- | ---------------------------------------------------------------------- |
| San Diego Sockers  | 8       | 0          | 1982–83, 1984–85, 1985–86, 1987–88, 1988–89, 1989–90, 1990–91, 1991–92 |
| New York Arrows    | 4       | 0          | 1978–79, 1979–80, 1980–81, 1981–82                                     |
| Baltimore Blast    | 1       | 4          | 1983–84                                                                |
| Dallas Sidekicks   | 1       | 1          | 1986–87                                                                |
| St. Louis Steamers | 0       | 3          |                                                                        |
| Philadelphia Fever | 0       | 1          |                                                                        |
| Houston Summit     | 0       | 1          |                                                                        |
| Minnesota Strikers | 0       | 1          |                                                                        |
| Tacoma Stars       | 0       | 1          |                                                                        |
| Cleveland Force    | 0       | 1          |                                                                        |
| Cleveland Crunch   | 0       | 1          |                                                                        |

## Estadísticas de jugadores
| Puesto | Jugador        | Goles |
| ------ | -------------- | ----- |
| 1      | Slaviša Žungul | 652   |
| 2      | Branko Šegota  | 463   |
| 3      | Tatu           | 406   |
| 4      | Dale Mitchell  | 406   |
| 5      | Jan Goossens   | 344   |
| 6      | Preki          | 332   |
| 7      | Fred Grgurev   | 331   |
| 8      | Andy Chapman   | 307   |
| 9      | Craig Allen    | 297   |
| 10     | Kai Haaskivi   | 297   |

| Puesto | Jugador              | Partidos |
| ------ | -------------------- | -------- |
| 1      | Slaviša Žungul       | 471      |
| 2      | Kai Haaskivi         | 378      |
| 3      | Branko Šegota        | 406      |
| 4      | Chico Borja          | 338      |
| 5      | Jan Goossens         | 338      |
| 6      | Preki                | 332      |
| 7      | Srboljub Stamenković | 311      |
| 8      | Tatu                 | 284      |
| 9      | Dale Mitchell        | 280      |
| 10     | Jørgen Kristensen    | 271      |